# Любое лето закончится
«Любое лето закончится» (англ. All Summers End) — американский драматический фильм 2017 года режиссёра Кайла Вилямовский. Главные роли в фильме сыграли Кейтлин Дивер, Аннабет Гиш, Остин Абрамс, Пабло Шрайбер и Тай Шеридан .

## Сюжет
Мальчик-подросток пытается справиться со своей совестью, которая не умолкает из-за шалости, повлекшей за собой смерть старшего брата своей подруги.

## В ролях
- Тай Шеридан в роли подростка Конрада Стивенс;
- Пабло Шрайбер в роли взрослого Конрада Стивенс;
- Кейтлин Дивер в роли Грейс Тёрнер;
- Остин Абрамс в роли Хантера Горски;
- Райан Ли в роли Тима;
- Пола Малкомсон в роли миссис Стивенс, матери Конрада;
- Аннабет Гиш в роли миссис Тёрнер, матери Грейс;
- Билл Сейдж в роли мистера Тёрнер, отца Грейс;
- Бо Мирчофф в роли Эрика Тёрнер, брата Грейс

## Производство
Съёмки фильма «Любое лето закончится» (англ. All Summers End) начались в Северной Каролине, США в июле 2013 года . Мировая премьера картины состоялась 6 февраля 2017 .